# Super Bowl XXII
Super Bowl XXII var den 22:a upplagan av Super Bowl, finalmatchen i amerikansk fotbolls högsta liga, National Football League, för säsongen 1987. Matchen spelades den 31 januari 1988 mellan Denver Broncos och Washington Redskins, och vanns av Washington Redskins. De kvalificerade sig genom att vinna slutspelet i konferenserna American Football Conference respektive National Football Conference. Värd för Super Bowl XXII var Jack Murphy Stadium i San Diego i Kalifornien.
Denver Broncos tog tidigt ledningen med 10-0 i första quartern, efter att först ha gjort en touchdown inom två minuter och därefter stulit tre poäng med ett field goal. I andra quartern kollapsade Denver Broncos försvar och inför halvtid låg de under med 10-35, ett underläge som utökades till 10-42 innan matchen var över. Washington Redskins Doug Williams utsågs till MVP, Mest värdefulle spelare, och var den första färgade quarterbacken som spelat från start i ett Super Bowl.
Slantsinglingen gjordes av före detta Green Bay Packers-spelaren Don Hutson, som också fyllde 75 år samma dag. Halvtidsunderhållningen gjordes av Chubby Checker, med framträdanden av dansgruppen The Rockettes, som för första gången hade en färgad dansare i ensemblen.